# Álvaro Salvação Barreto
Álvaro Salvação Barreto ComC • GCC (Lisboa, Santa Catarina, 26 de Junho de 1890 - 22 de Novembro de 1975) foi um militar e político português.

## Biografia
Quinto de dez filhos e filhas de Joaquim Maria da Silva Barreto, nascido em Alcochete, Alcochete, a 20 de Dezembro de 1860 e falecido a 13 de Julho de 1934, aluno da Casa Pia de Lisboa, e professor primário, que fundou e dirigiu o Pensionato Silva Barreto, irmão de António Maria da Silva Barreto e 10.º neto de Gil Vicente e de sua segunda mulher Milícia Rodrigues, casado em Lisboa, Santos-o-Velho, a 6 de Setembro de 1883 com Mariana Filomena Salvação, nascida em Alcochete, Alcochete, a 11 sde Agosto de 1856 e falecida a 1 de Fevereiro de 1936.
Foi Oficial Tenente-Coronel de Artilharia do Exército Português, combatente da Primeira Guerra Mundial, contribuidor para o estabelecimento do Estado Novo ao ajudar a criar a máquina da censura, leal apoiante de Salazar e Presidente da Câmara Municipal de Lisboa de 1944 a 1959. Foi Deputado da Assembleia Nacional e Procurador da Câmara Corporativa.
Casou em Lisboa, São Sebastião da Pedreira, a 8 de Janeiro de 1917 com Maria do Sacramento Pereira Coutinho Facco Viana, que faleceu a 21 de Abril de 1945, de ascendência Italiana e neta materna duma filha e de seu marido e primo-irmão sobrinho paterno do 5.º Marquês de los Soidos, com geração. Foi tio-avô de Augusto Ferreira do Amaral, Joaquim Ferreira do Amaral e João Ferreira do Amaral.

### Condecorações
De acordo com o site da presidência da república:
- Comendador da Ordem Militar de Nosso Senhor Jesus Cristo de Portugal (3 de Setembro de 1937)
- Grã-Cruz da Ordem Militar de Nosso Senhor Jesus Cristo de Portugal (21 de Março de 1959)
- Ilustríssimo Senhor Cruz de Honra da Ordem da Cruz de São Raimundo de Penaforte de Espanha (25 de Março de 1959)
- Oficial Honorário da Excelentíssima Ordem do Império Britânico da Grã-Bretanha e Irlanda do Norte (25 de Março de 1959)
- Comendador Honorário da Real Ordem Vitoriana da Grã-Bretanha e Irlanda do Norte (25 de Março de 1959)
- Comendador da Ordem Nacional da Legião de Honra de França (25 de Março de 1959)
- Grande-Oficial da Ordem Nacional do Cruzeiro do Sul do Brasil (25 de Março de 1959)

## Ver Também
- Censura em Portugal
- Estado Novo
- Lista de presidentes da Câmara Municipal de Lisboa